# Escuelas Municipales de Taos
Las Escuelas Municipales de Taos (Taos Municipal Schools) es un distrito escolar de Nuevo México. Tiene su sede en el Municipal Schools Administration Building en Taos. A partir de 2015 la actual superintendente es Dra. Lillian Torrez.